# Jagodlin wonny
Jagodlin wonny (Cananga odorata (Lam.) Hook.f. & Thomson) – gatunek rośliny z rodziny flaszowcowatych (Annonaceae Juss.). Występuje naturalnie w południowo-wschodniej Azji (Półwysep Indyjski, Indochiński, Archipelag Malajski) oraz północno-wschodniej Australii. Rozpowszechniony w uprawie w strefie klimatu równikowego, naturalizowany między innymi w Oceanii. W Malezji roślinę nazywa się potocznie ylang-ylang i nazwa ta przenoszona jest także na wytwarzany z kwiatów tego gatunku aromatyczny olejek. 

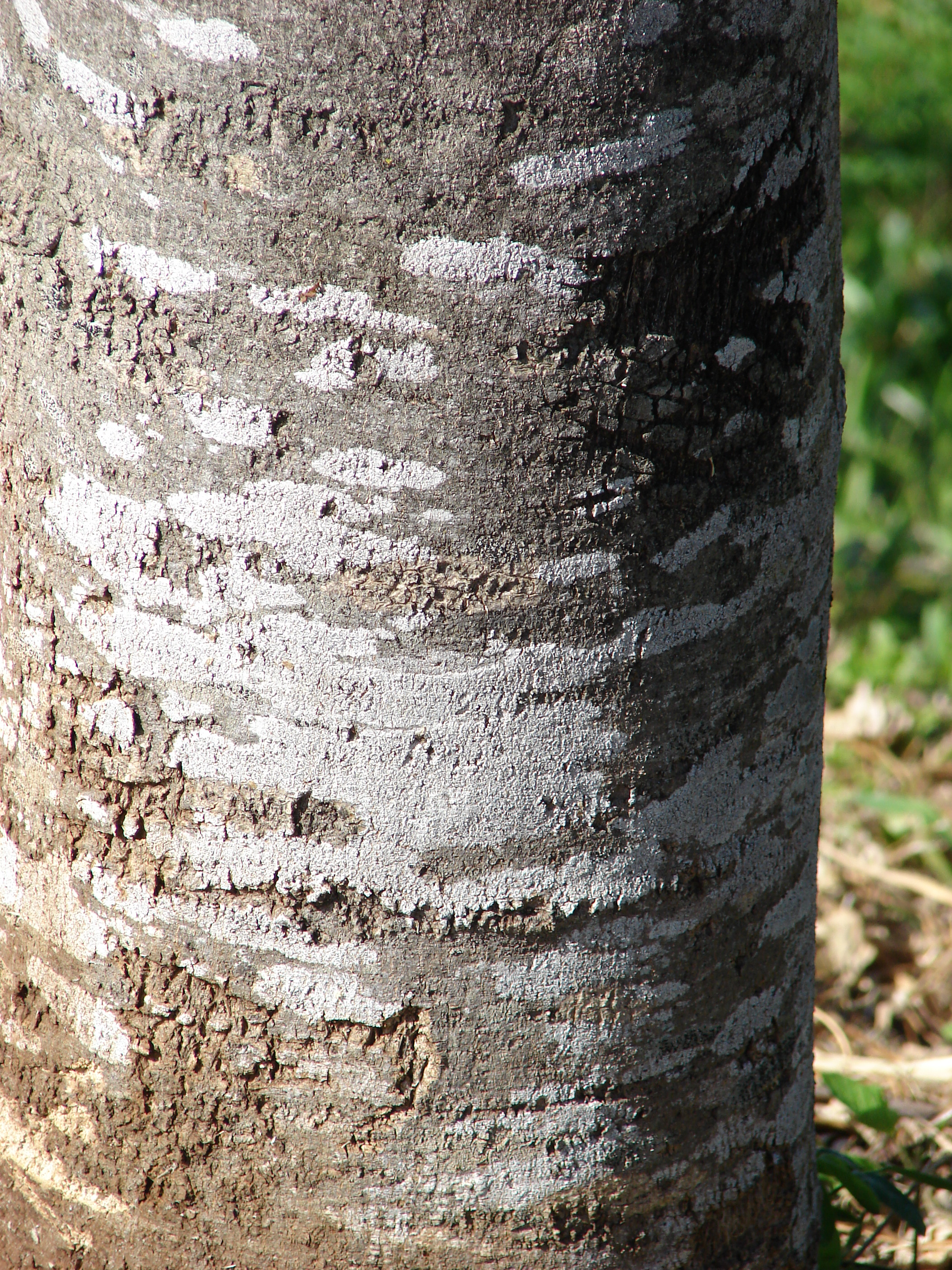
Kora

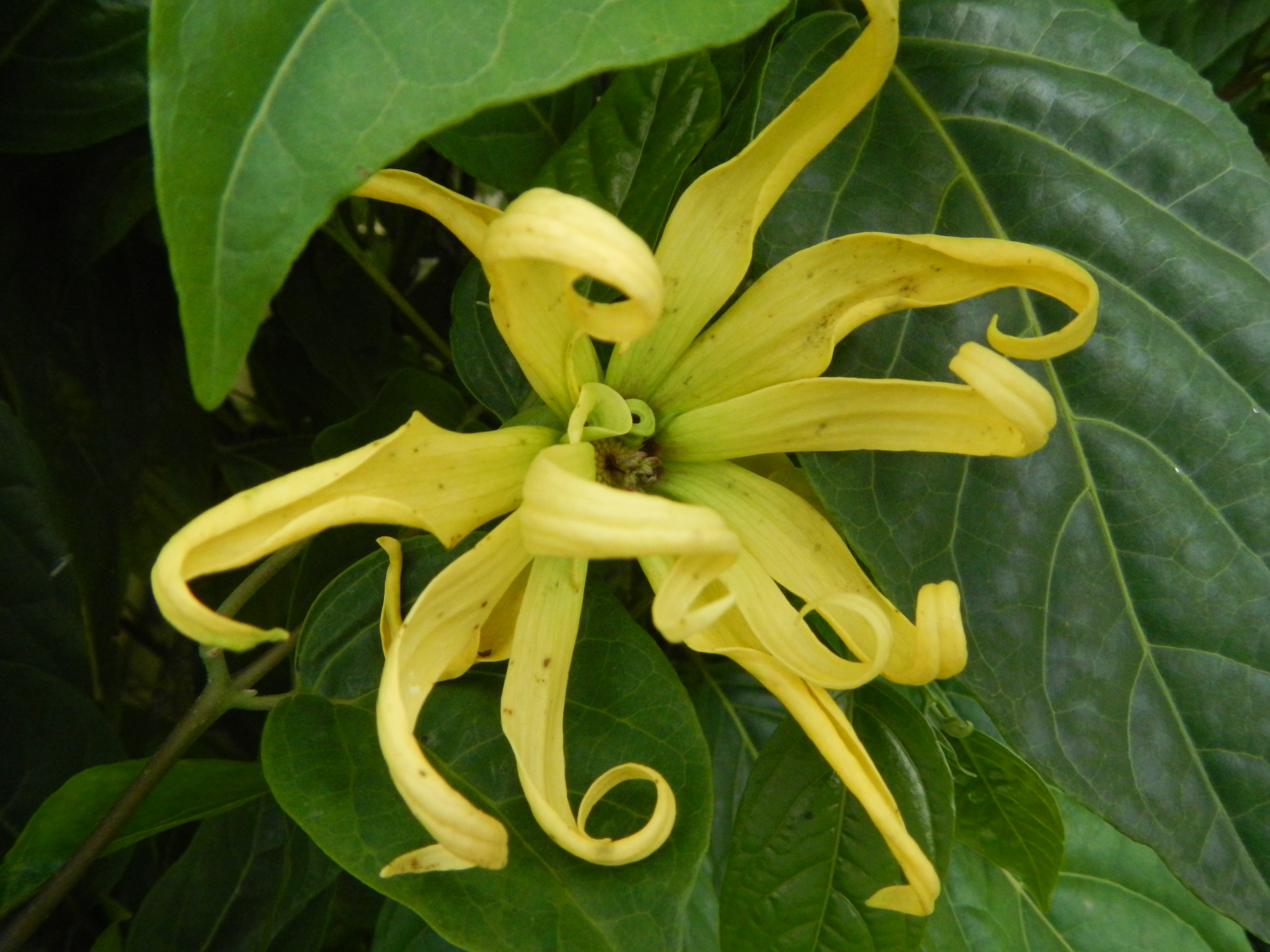
Kwiat

## Morfologia
PokrójZimozielone drzewo lub krzew dorastające do 12 m wysokości. Kora gładka, jasnoszara. Młode pędy są lekko owłosione. Gałęzie długie, kruche i zwisające.
LiścieOsadzone na ogonku długości 1–2 cm. Mają podłużny, owalny lub eliptyczny, bardzo zmienny kształt. Mierzą 9–23 cm długości oraz 4–14 cm szerokości. Nasada liścia jest zaokrąglona, rozwarta lub ścięta. Wierzchołek jest ostry lub spiczasty. Brzeg blaszki jest nieco karbowany.
KwiatyZwisające, zebrane w grona lub wierzchotki, rzadko pojedyncze, osadzone na szypułkach długości 1–5 cm. Rozwijają się w kątach liści. Działki kielicha mają owalny kształt, dorastają do 1 mm długości, są owłosione, zrośnięte u podstawy. Sześć płatków ma kształt od równowąskiego do równowąsko lancetowatego, są lekko owłosione, mają zielony kolor, później przebarwiając się na żółto, osiągają do 4–9 cm długości i 0,5–2 cm szerokości. Kwiaty mają 10–12 nagich słupków o długości 4 mm. Mają niepozorne, nietrwałe podsadki.
OwoceTworzą owoc zbiorowy. Mają kształt od jajowatego do podłużnego. Osiągają 1,5–2,5 cm długości i 1 cm szerokości. Są nagie. Mają czarną barwę. W poszczególnych owocach znajduje się od 2 do 12 nasion.

## Biologia i ekologia
Rośnie w miejscach wilgotnych i półsuchych. Kwiaty rozwijają się od kwietnia do sierpnia i zapylane są przez chrząszcze. Zapach kwiatów jest zróżnicowany, u roślin dziko rosnących zdarza się także, że jest nieprzyjemny. Owoce dojrzewają od października do marca. Drzewo szybko rosnące. 

## Zmienność
W obrębie tego gatunku wyróżniono jedną odmianę:
- Cananga odorata var. fruticosa (Craib) J.Sinclair

## Zastosowanie
Gatunek bywa uprawiany jako roślina ozdobna między innymi na Madagaskarze, Komorach, wyspie Reunion oraz na Filipinach. Ponadto jego kwiaty są źródłem olejku ilangowego (zwanego także olejkiem ylang-ylang i Cananga) – dojrzały okaz daje rocznie 9 kg świeżych kwiatów, z których produkuje się 30 g tego olejku. Jest on składnikiem między innymi perfum Chanel No. 5. Na Sri Lance z okwiatu wytwarza się używkę betel. Z kwiatów macerowanych w oleju kokosowym wytwarza się pachnący krem do ciała i włosów zwany „makassar”. Roślina ma również właściwości hipotensyjne i antyseptyczne. Efektowne kwiaty wykorzystywane są do wytwarzania wieńców ofiarnych i hawajskich girland lei.